# 小行星7477
小行星7477（英語：7477）是一颗围绕太阳公转的小行星。1993年6月13日，亨利·E·霍爾特在帕洛马山发现了此天体。
这颗小行星的绝对星等为36.83753等。